# Shoot Speed – More Dirty Hits
Albums de Primal Scream
Dirty Hits
(2003) Riot City Blues
(2006)
Shoot Speed – More Dirty Hits est la troisième compilation du groupe écossais de rock indépendant Primal Scream sortie le 17 mars 2004 sur le label Columbia Records.

## Liste des chansons
Toutes les chansons sont écrites et composées par Bobby Gillespie, Andrew Innes et Robert Young, sauf mentions.
| No  | Titre                                | Auteur                                | Durée |
| --- | ------------------------------------ | ------------------------------------- | ----- |
| 1.  | When The Kingdom Comes               | Gillespie, Innes                      | 4:20  |
| 2.  | Star                                 | Martin Duffy, Gillespie, Innes, Young | 4:25  |
| 3.  | Velocity Girl                        | Gillespie                             | 1:22  |
| 4.  | Ivy Ivy Ivy                          |                                       | 3:04  |
| 5.  | City                                 | Gillespie, Innes                      | 3:22  |
| 6.  | Don't Fight It Feel It               |                                       | 4:06  |
| 7.  | Medication                           | Gillespie, Innes                      | 3:53  |
| 8.  | All Fall Down                        | Jim Beattie (en), Gillespie           | 2:10  |
| 9.  | Come Together (Terry Farley Mix)     |                                       | 4:22  |
| 10. | Screamadelica                        |                                       | 10:41 |
| 11. | So Sad About Us (reprise des Who)    | Pete Townshend                        | 4:10  |
| 12. | Revenge Of Hammond Connection        | Primal Scream                         | 3:32  |
| 13. | I'm Losing More Than I'll Ever Have  |                                       | 5:09  |
| 14. | Gentle Tuesday                       | Beatie, Gillespie                     | 3:46  |
| 15. | MBV Arkestra (If They Move Kill 'Em) | Primal Scream                         | 6:42  |
| 16. | Darklands                            | Jim Reid, William Reid                | 6:10  |
| 17. | Imperial                             | Beatie, Gillespie                     | 3:36  |
| 18. | Jesus                                |                                       | 4:27  |